# Клакамас (Орегон)
Клакамас (енгл. Clackamas) град је у америчкој савезној држави Орегон.

## Демографија
По попису из 2000. године број становника је 5.177.
| Група             | 2000.         | 2010.    |
| Белци             | 4.297 (83,0%) | 0 (0,0%) |
| Афроамериканци    | 56 (1,1%)     | 0 (0,0%) |
| Азијати           | 327 (6,3%)    | 0 (0,0%) |
| Хиспаноамериканци | 308 (5,9%)    | 0 (0,0%) |
| Укупно            | 5.177         | 0        |